# The Phantom Melody
The Phantom Melody è un film muto del 1920 diretto da Douglas Gerrard. Prodotto e distribuito dall'Universal Film Manufacturing Company, aveva come interpreti Monroe Salisbury, Henry A. Barrows, Ray Gallagher, Charles West, Jean Calhoun.

## Trama
In Italia, il conte Camello vive nella sua bella tenuta e ha come vicini di casa sir James Drake e la sua famiglia. Innamorato di Mary, la figlia di sir James, si tira da parte quando si accorge che suo cugino Gregory fa la corte alla ragazza. Scoppia la guerra e il conte parte come volontario. Gregory, invece, dopo un duello, convince Oliver, il figlio maschio di sir James, di essere responsabile della morte del suo avversario e che l'unico modo per lui di sfuggire a un'accusa di omicidio è quella di arruolarsi sotto falso nome e partire per la guerra. Assunto il nome di Gregory, Oliver parte. Ferito, Camello ritorna a casa. Quando giunge la notizia che Gregory è morto, ha finalmente il coraggio di dichiararsi alla donna che ama. Ma, alla vigilia delle nozze, riappare Gregory: in una ricerca disperata di denaro, chiude vivo il cugino nella cripta di famiglia. Il conte riesce a fuggire e si traveste per potere vegliare su Mary. Nel frattempo, ritorna anche Oliver: avendo scoperto la doppiezza di Gregory, ingaggia con lui una lotta feroce durante la quale Gregory rimane ucciso. Ora Mary è libera e il conte può tornare da lei..

## Produzione
Il film fu prodotto dall'Universal Film Manufacturing Company.

## Distribuzione
Il copyright del film, richiesto dalla Universal, fu registrato il 5 gennaio 1920 con il numero LP14631.
Distribuito dalla Universal Film Manufacturing Company e presentato da Carl Laemmle, il film uscì nelle sale cinematografiche statunitensi il 27 gennaio 1920.
Non si conoscono copie ancora esistenti della pellicola che viene considerata presumibilmente perduta.